# Marcus Zuerius van Boxhorn

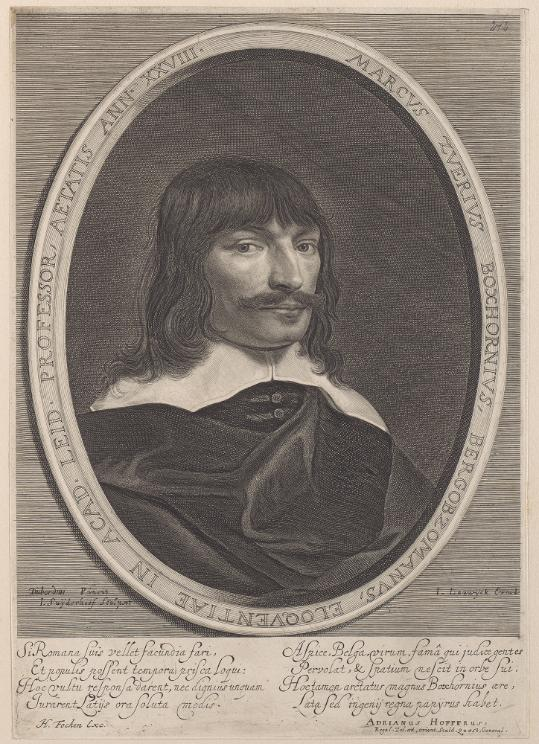
Portret Marcusa Boxhorna

Marcus Zuerius van Boxhorn (ur. 28 sierpnia 1612 w Bergen op Zoom, zm. 3 października 1653) – holenderski językoznawca, profesor Uniwersytetu w Lejdzie. Jako pierwszy zauważył podobieństwa między językami indoeuropejskimi. Van Boxhorn zasugerował istnienie prajęzyka, któremu nadał nazwę scytyjskiego, od którego miały pochodzić języki niderlandzki, grecki, łaciński, perski i niemiecki. W późniejszym czasie dodał do tej grupy inne języki: słowiańskie, bałtyckie i celtyckie.